# Идея Банк (Беларусь)
ЗАО «Идея Банк» — коммерческий банк, работавший на белорусском рынке в 2004—2021 годах и входящий в холдинг «Getin Holding». Центральный офис «Идея Банк» располагался в Минске.

## История создания
Апрель 2004 — регистрация банка «Сомбелбанк», открытие первого отделения банка в Минске.
Июнь 2006 года — открыто первое отделение за пределами Минска в г. Гродно, ЦБУ № 7.
Февраль 2008 года — «Сомбелбанк» вошел в польский финансовый холдинг Getin Holding S. A. Getin Holding Договор о продаже акций был подписан 23 января 2008 г. Согласно условиям сделки Getin Holding приобрел 75,04 % акций  «Сомбелбанка» через свою дочернюю компанию Getin International S.a.r.l., штаб-квартира которой находится в Люксембурге.
2008 год — «Сомбелбанк» стал одним из первых банков, который начал выдавать кредиты за 20 минут.
Январь 2009 года — открытие первого ЦБУ в районном центре. ЦБУ № 9 в Барановичах стал шестым офисом банка, оказывающим услуги физическим лицам и вторым отделением за пределами Минска.
Ноябрь 2010 года — Национальный банк зарегистрировал изменения в составе акционеров ЗАО «Сомбелбанк». С этого момента крупнейшему восточно-европейскому банковско-финансовому холдингу Getin International S.a.r.l. (дочерней компании Getin Holding S. A.) принадлежит 99,9 % акций ЗАО «Сомбелбанк».
2011 год — «Сомбелбанк» осуществил эмиссию валютных облигаций первого выпуска на сумму более 76 миллиардов в рублёвом эквиваленте. Ценные бумаги были полностью размещены в странах Европейского союза.
Февраль 2012 года — вход в международную платежную систему MasterCard в качестве ассоциированного члена.
Май 2012 года — эмитирована первая пластиковая карта банка.
Июль 2012 года — открыт первый экспресс-офис в г. Столбцы.
Ноябрь 2012 года — поставлен первый банкомат в г. Минске.
Февраль 2013 года — ЗАО «Сомбелбанк» переименован в ЗАО «Идея Банк».
Март 2014 — «Идея Банк» стал участником платежной системы БЕЛКАРТ.
Март 2014 года — запущена программа валютного кредитования для малого и среднего бизнеса.
Сентябрь 2014 года — «Идея Банк» приобрел собственное здание — бизнес-центр «Азимут».
Январь 2015 года — «Идея Банк» завоевал награду «Бренд-лидер в социальных сетях» в категории «Банковские услуги».
Октябрь 2016 года — банк был подключен к Межбанковской системе идентификации.
Март 2017 года — Идея Банк и Европейский банк реконструкции и развития подписали кредитное соглашение на сумму 5 миллионов долларов США в рамках программы «Женщины в бизнесе». Данная программа направлена на развитие женского предпринимательства в Беларуси и предусматривает предоставление финансовой и консультационной поддержки предприятиям, которыми руководят женщины. Программа финансируется ЕБРР, Европейским союзом, Швецией и Фондом поддержки стран с переходной экономикой на ранней стадии развития. На данный момент проект реализуется в 16 странах, в том числе и в Беларуси.
Июнь 2017 года — в очередном обновлении Интернет-банка	появилась возможность заказа дебетовой карты с доставкой на дом.
Июнь 2017 года — запуск кредитной карты CREDO с льготной ставкой.
Октябрь 2017 года — ЗАО Идея Банк запустил переводы с карты на карту (P2P). Услуга предоставляет возможность держателям карточек, выпущенных любым из банков Республики Беларусь (за исключением карт платежной системы «Белкарт») переводить деньги с карты на карту, зная только номер карточки получателя. Сервис доступен как для владельцев карт Идея Банка, так и для пользователей карт, выпущенных другими банками.
Декабрь 2017 года — запуск кредитной карты CREDO c грейс-периодом.
Апрель 2018 года — стали доступны новые возможности, которые позволяют клиентам пользоваться всем спектром услуг Идея Банка всего в несколько кликов на своем смартфоне:
- перевыпуск карты;
- выпуск дополнительной карты;
- оформление карты с индивидуальным дизайном.

Май 2018 года —  в головном офисе Идея Банка, расположенном по адресу: Минск, ул. З.Бядули, 11. начала функционировать зона самообслуживания (в режиме 24/7).
Июнь 2018 года — запущено новое мобильное приложение для юридических лиц и бизнеса.
Июль 2018 года — реализована возможность досрочного закрытия отзывных вкладов через Интернет-банк. Для закрытия доступны абсолютно все вклады, независимо от способа оформления (дистанционно через Интернет-банк или Мобильное приложение или в отделении банка), валюты вклада и времени открытия.
Август 2018 года — запущено новое предложение – Онлайн-рассрочка.
Октябрь 2018 года — было опубликовано открытое письмо Председателя правления ЗАО «Идея Банк» Е.М. Папушевой о развитии Онлайн-банка.
Ноябрь 2018 года — реализована возможность получения PIN-кода с помощью SMS.
Декабрь 2018 года — Идея банк совместно с Galleria Minsk, программой лояльности «Моцная картка» и платежной системой Mastercard создали дебетовую карточку «Galleria Minsk».
Апрель 2019 года — стала доступна доставка кредитных и дебетовых карт по всей Беларуси.
Апрель 2019 года — мобильное приложение Идея Банка признано одним из лучших мобильных приложений белорусских банков по результатам исследования Mobile Banking Rank 2019.
Июль 2019 года — добавлена возможность сброса пин-кода в интернет-банке.
С 1 ноября 2021 года был поглощен ЗАО «МТБанк».

## Собственники и руководство
Папушева Елена Михайловна — председатель правления ЗАО «Идея Банк». Акционеры — Getin International S.A. (Республика Польша, конечный бенефициарный собственник — Лешек Чарнецки) — доля 99,996 %.

## Поглощение банка «ББМБ»
Сделка купли-продажи была зарегистрирована 18 октября в системе БЕКАС ОАО «Белорусская валютно-фондовая биржа». Польскому «Getin Holding» было продано 287 689 акций компании (95,5 % уставного фонда). Сумма сделки составила 4 млн 867,7 тыс. евро. По словам Рафала Ющака, председателя правления «Getin Holding», целью сделки является увеличение присутствия группы на белорусском рынке кредитов для малых и средних предприятий.

## Награды
- 2012 Премия «Банк года Беларуси» — победитель в номинациях «Гран-при», «Самый выгодный краткосрочный вклад»[12];
- 2013 Премия «Банк года Беларуси» — победитель в номинациях «Гран-при», «Лучший сервис для физических лиц», «Самая обаятельная сотрудница», «Выбор интернет-пользователей»[13].

### 2016 год
- номинация «Выбор вкладчиков» — признан лучшим среди малых банков Беларуси;
- номинация «Кредитный продукт» — 3 место;
- номинация «Онлайн-банк» — 3 место[14].

### 2017 год
- номинация «Самый успешный иностранный банк Беларуси — 2016» — 3 место[15].

### 2018 год
- номинация «Лучший банк — 2017» (среди малых) — 1 место;
- номинация «Лучший банковский продукт на рынке — 2017» — 2 место (кредитная карта CREDO);
- номинация «Выбор пользователей портала Myfin.by — 2017» — 3 место[16].

### 2019 год
- номинация «Лучший банк — 2018» (среди малых) — 3 место;
- номинация «Выбор пользователей портала Myfin.by — 2018» — 2 место.[17]